# Seznam českých rybníkářů
Následující seznam uvádí stavitele, projektanty a metodiky využívání rybníků, kteří pocházejí z českých zemí, nebo zde profesně působili:
| snímek | rybníkář                          | narození | úmrtí | oblast působnosti              | dílo                                                  |
| ------ | --------------------------------- | -------- | ----- | ------------------------------ | ----------------------------------------------------- |
|        | Kunát mladší Dobřenský z Dobřenic | 1465     | 1539  | východní Čechy                 | učitel Štěpánka Netolického, poděbradská soustava     |
|        | Jan Kekule ze Stradonic           | ?        | ?     | Třeboňsko                      | Vdovec (dnes Starý Vdovec a Nový Vdovec)              |
|        | Jakub Krčín                       | 1535     | 1604  | Třeboňsko                      | Nová řeka, Rožmberk, Svět                             |
|        | Mikuláš Ruthard z Malešova        | ?        | 1576  | Třeboňsko                      | soustava Chlumských rybníků, podíl na rybníku Vdovec  |
|        | Jarohněv Sádlo z Vražného         |          |       | Třeboňsko                      |                                                       |
|        | Jan Stanovský z Čechtic           | ?        | 1535  | Českobudějovicko               | Bezdrev                                               |
|        | Josef Štěpánek Netolický          | 1460?    | 1538  | Třeboňsko východní Čechy       | Zlatá stoka, Horusický, Opatovický, Velký Tisý, Kaňov |
|        | Josef Šusta                       | 1835     | 1914  | Třeboňsko                      | metodika                                              |
|        | Jiří Tunkl z Brníčka              | 1455     | 1494? | Šumpersko                      | Oborník, Zámecký                                      |
|        | Vilém II. z Pernštejna            | 1436     | 1521  | Pardubicko Hluboká nad Vltavou | rozšíření Bezdrevu                                    |